# Mimagoniates lateralis
Mimagoniates lateralis – gatunek słodkowodnej ryby z rodziny kąsaczowatych (Characidae).

## Występowanie
Występuje w przybrzeżnych strumieniach i na rozlewiskach w stanach Parana i São Paulo w południowo-wschodniej Brazylii. Preferuje wodę o temperaturze 19–22 °C. Wody, w których pływają, są zazwyczaj ciemne o kwaśnym odczynie pH.

## Morfologia

### Wygląd
Osiąga do około 3,3 cm długości. Ma mały, wydłużony korpus z przezroczystymi płetwami. Zazwyczaj jest srebrny ze złotym akcentami. Ma czarną linię boczną. Występuje dymorfizm płciowy, samce mają tkankę gruczołową i zmodyfikowane łuski na płetwach ogonowych. Samice natomiast są bardziej pulchne niż samce, szczególnie w okolicy brzusznej. Kolory samic są również mniej intensywne.